# Yville-sur-Seine
Yville-sur-Seine è un comune francese di 458 abitanti situato nel dipartimento della Senna Marittima nella regione della Normandia.

## Società

### Evoluzione demografica
Abitanti censiti